# 大邱上仁洞ガス爆発事故
大邱上仁洞ガス爆発事故（テグ サンインドン ガスばくはつじこ）は、1995年4月28日午前7時52分に、大韓民国の大邱広域市達西区上仁洞で発生したガス爆発事故である。

## 事故の概要
事故当時、爆発事故現場の南側77メートル地点で行われていたデパート新築工事で誤って都市ガスの管を破損し、下水管を介してガスが大邱都市鉄道1号線建設工事現場に充満し爆発した。この事故で、事故現場付近に位置する嶺南中学校の生徒や教師を含む102人が死亡し、202人が負傷した。また建物346軒、自動車150台に被害を及ぼした。大邱地下鉄1号線の完成前の事故だったため、乗降客の被害はなかった。
この事故の前年10月には聖水大橋が崩落して32人が死亡し、さらにこの事故の2ヵ月後の6月29日には三豊百貨店が崩落して502人が死亡するなど1年以内に大規模事故が相次いだ事から、韓国では7月に災難管理法が成立することとなる。なお、大邱地下鉄開業後の2003年2月に大邱地下鉄放火事件が発生した。